# 1645 en littérature
| Années de la littérature : 1642 - 1643 - 1644 - 1645 - 1646 - 1647 - 1648    |
| Décennies de la littérature : 1610 - 1620 - 1630 - 1640 - 1650 - 1660 - 1670 |

Cet article présente les faits marquants de l'année 1645 en littérature.

## Événements
- Décembre : mariage de Margaret Lucas et de William Cavendish, en exil à Paris[1].

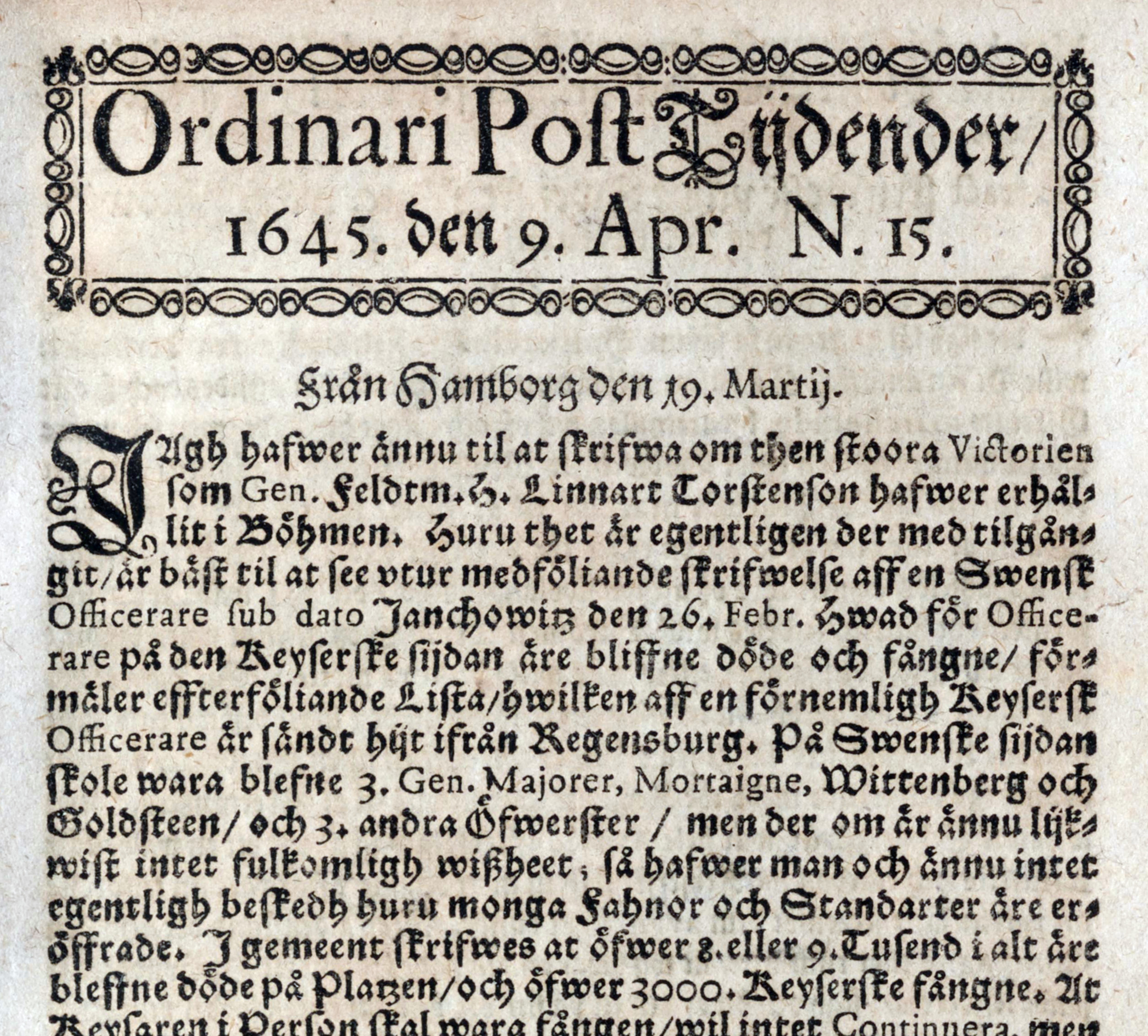
Post- och Inrikes Tidningar, numéro 15 du 9 avril 1645.

- Fondation du Ordinari Post Tijdender ( Post- och Inrikes Tidningar depuis 1821), ou POIT, ( Bulletins d'information nationale) par la reine Christine de Suède et le chancelier Axel Oxenstierna[2], le plus vieux journal existant, mis en ligne en 2007.

## Parutions
- 4 mars : John Milton publie en un seul volume deux nouveaux pamphlets justifiant le divorce, le Tetrachordon et le Colasterion[3].
- 29 juin : imprimatur accordé par la Compagnie de Jésus à l'ouvrage d'Horacio Carochi, Arte de la lengua mexicana, Mexico, Juan Ruiz, 1645 (présentation en ligne), une grammaire du nahuatl.
- 12 octobre : imprimatur accordé par la Compagnie de Jésus à l'ouvrage de Daniello Bartoli, L'huomo di lettere difeso et emendato, Rome, Per gli Heredi di Francesco Corbelletti, 1645 (présentation en ligne), traité sur la formation et l’éducation d’un « homme de lettres ».

- Hermann Busenbaum, Medulla theologiæ moralis : facili ac perspicua methodo resolvens casus conscientiae, Muster, 1645 (présentation en ligne), un abrégé de théologie en sept livres.

## Naissances
- 16 août : Jean de La Bruyère, écrivain moraliste français († 11 mai 1696).

## Décès
- 31 août : Francesco Bracciolini, poète italien († 26 novembre 1566).